# Вернешть (комуна)
Вернешть, Вернешті (рум. Vernești) — комуна у повіті Бузеу в Румунії. До складу комуни входять такі села (дані про населення за 2002 рік):
- Бредянка
- Вернешть (2060 осіб) — адміністративний центр комуни
- Зорешть (1330 осіб)
- Киндешть (3110 осіб)
- Кирломенешть (200 осіб)
- М'єря (477 осіб)
- Ненчу (25 осіб)
- Нішков (883 особи)
- Сесеній-Векі (179 осіб)
- Сесеній-Ной (353 особи)
- Сесеній-пе-Вале (81 особа)

Комуна розташована на відстані 98 км на північний схід від Бухареста, 9 км на північний захід від Бузеу, 104 км на захід від Галаца, 100 км на південний схід від Брашова.

## Населення
За даними перепису населення 2002 року у комуні проживали 8698 осіб.
Національний склад населення комуни:
| Національність   | Кількість осіб | Відсоток |
| ---------------- | -------------- | -------- |
| румуни           | 8645           | 99,4%    |
| цигани           | 48             | 0,6%     |
| турки            | 2              | < 0,1%   |
| угорці           | 1              | < 0,1%   |
| росіяни-липовани | 1              | < 0,1%   |
| італійці         | 1              | < 0,1%   |

Рідною мовою назвали:
| Мова       | Кількість осіб | Відсоток |
| ---------- | -------------- | -------- |
| румунська  | 8693           | 99,9%    |
| циганська  | 2              | < 0,1%   |
| турецька   | 2              | < 0,1%   |
| італійська | 1              | < 0,1%   |

Склад населення комуни за віросповіданням:
| Релігія                                       | Кількість осіб | Відсоток |
| --------------------------------------------- | -------------- | -------- |
| православні                                   | 8591           | 98,8%    |
| адвентисти                                    | 77             | 0,9%     |
| баптисти                                      | 7              | 0,1%     |
| лютерани (Аугсбурзького сповідання)           | 6              | 0,1%     |
| римо-католики                                 | 4              | < 0,1%   |
| мусульмани                                    | 3              | < 0,1%   |
| атеїсти                                       | 3              | < 0,1%   |
| бретрени                                      | 2              | < 0,1%   |
| реформати                                     | 1              | < 0,1%   |
| греко-католики                                | 1              | < 0,1%   |
| лютерани (Синодально-пресвітеріанська церква) | 1              | < 0,1%   |
| не вказали релігію                            | 2              | < 0,1%   |